# 普萊森特希爾鎮區 (密蘇里州沙利文縣)
普萊森特希爾鎮區（英語：Pleasant Hill Township）是位於美國密蘇里州沙利文縣的一個行政鎮區。

## 地方資料
普萊森特希爾鎮區的面積為125.72平方千米，當中陸地面積為125.34平方千米，而水域面積為0.38平方千米。根據2020年美國人口普查的數據，當地共有人口81人，而人口密度為每平方千米0.64人。